# Bambalgi, Bidar
Bambalgi là một làng thuộc tehsil Bidar, huyện Bidar, bang Karnataka, Ấn Độ.